# Pancréatectomie
La pancréatectomie est l’ablation chirurgicale du pancréas, le plus souvent réalisée pour retirer une tumeur cancéreuse.

## Types de pancréatectomie
La pancréatectomie totale est rare.
Dans le cas d’une tumeur, une résection partielle est réalisée. En fonction de la localisation de la tumeur, il s’agit soit d’une duodénopancréatectomie céphalique (résection de la tête du pancréas, mais aussi d’une portion du duodénum, qui est trop liée au pancréas pour ne pas être retirée en même temps), soit d’une splénopancréatectomie caudale (résection de la queue et du corps du pancréas, ainsi que de la rate),.
Dans le cas d’une duodénopancréatectomie, il est nécessaire de réaliser des anastomoses pour rétablir la continuité des voies biliaire et pancréatique, ainsi que celle du tube digestif (puisque l’on a retiré la portion de duodénum où s’abouchent ces voies). Dans le cas d’une splénopancréatectomie, ceci n'est pas nécessaire et l’opération est donc bien moins lourde.

## Complications et effets indésirables
Les pancréatectomies ont une mortalité qui est devenue faible mais gardent une morbidité élevée.
Le diabète post opératoire est constant après pancréatectomie totale et nécessite une prise en charge spécialisée par un diabétologue. L’insuffisance pancréatique exocrine justifie la prescription d’extraits enzymatiques pancréatiques oraux.
La complication la plus fréquente de la pancréatectomie gauche est le défaut de cicatrisation au niveau de la coupure du pancréas, responsable d’un écoulement de liquide pancréatique (fistule pancréatique) qui complique 20 à 30 % de ces interventions. L’ablation de la rate provoque quant à elle une élévation temporaire du taux de plaquettes et augmente la susceptibilité à certaines infections.
Après duodénopancréatectomie céphalique, les principales complications sont les troubles de la vidange gastrique et la fistule pancréatique.